# Hausach
Hausach è una città tedesca di 5 788 abitanti, situata nel land del Baden-Württemberg. Si trova nella Foresta Nera, sul fiume Kinzig, a 25 km da Offenburg.